# Jan Henryk XI Hochberg
Jan Henryk XI Hochberg (Hans Heinrich XI Graf von Hochberg, ur. 10 września 1833 r. w Berlinie, zm. 14 sierpnia 1907 r. w Pałacu Albrechtsberg w Dreźnie) – hrabia von Hochberg, książę Pszczyny i Książa, magnat, przemysłowiec, arystokrata, honorowy kawaler zakonu joannitów, Wielki Łowczy Królewski Królestwa Prus, poseł okręgu wałbrzyskiego w parlamencie Związku Północnoniemieckiego, potem w Reichstagu, generał kawalerii armii pruskiej, filantrop.

## Życiorys
Jan Henryk XI Hochberg urodził się 10 września 1833 r. w Berlinie. Był pierworodnym synem Jana Henryka X Hochberga i Idy von Stechow. Nauki pobierał w elitarnej szkole w Naumburgu Landesschule Pforta.
W 1850 w wieku 17 lat wstąpił do pułku kirasjerów Gardes du Corps armii pruskiej, stacjonujący w Charlottenburgu; w 1855 awansował na podporucznika. W wojsku zaprzyjaźnił się z późniejszym następcą tronu, Fryderykiem von Hohenzollern. Po śmierci ojca (1855) odszedł ze służby wojskowej i zajął się zarządzaniem dwoma potężnymi fideikomisami w Książu i Pszczynie.
W 1857 wziął ślub z hrabiną Marią von Kleist, córką hrabiego Edwarda von Kleist. Podczas trzech kolejnych wielkich wojen, prowadzonych przez Prusy – z Danią (1864), Austrią (1866) i Francją (1870–1871) – pełnił funkcję inspektora ambulansów królewskich. Brał udział w oblężeniu Metzu, bitwie pod Sedanem, był w Wersalu w kwaterze króla Wilhelma I w momencie proklamacji Cesarstwa Niemieckiego.
W 1883 r. zmarła żona Maria. W 1886 r. wziął ślub z hrabiną Matyldą Ursulą zu Dohna-Schlobitten.
W latach 90. XIX wieku był bliskim współpracownikiem Cesarza Wilhelma II. Piastował w swoim życiu wiele wysokich urzędów i funkcji państwowych. Był członkiem dziedzicznym pruskiego dworu, wielkim łowczym królewskim, szefem cesarskiego urzędu łowczego, w czasie wojen inspektorem korpusu sanitarnego w armii pruskiej, członkiem Rady Państwa, posłem z okręgu wałbrzyskiego do parlamentu Związku Północnoniemieckiego a potem posłem do Reichstagu, dziedzicznym członkiem pruskiej Izby Panów, członkiem Parlamentu Celnego. Blisko współpracując z cesarzami: Wilhelmem II i Fryderykiem III kilkakrotnie udawał się z misjami dyplomatycznymi do Petersburga i Rzymu. Za działalność został odznaczony najwyższym pruskim odznaczeniem – Orderem Orła Czarnego, a w latach 90. XIX wieku stanął na czele kapituły tego orderu. W 1905 został uhonorowany najwyższym pruskim tytułem książęcym otrzymując tytuł Herzoga von Pless, przyznawany dożywotnio tylko członkom rodziny panującej czyli arcyksięcia pszczyńskiego. Dwa lata później umarł, jako piąty najbogatszy obywatel Niemiec. Jego synową była słynąca z urody księżna Daisy.

## Działalność

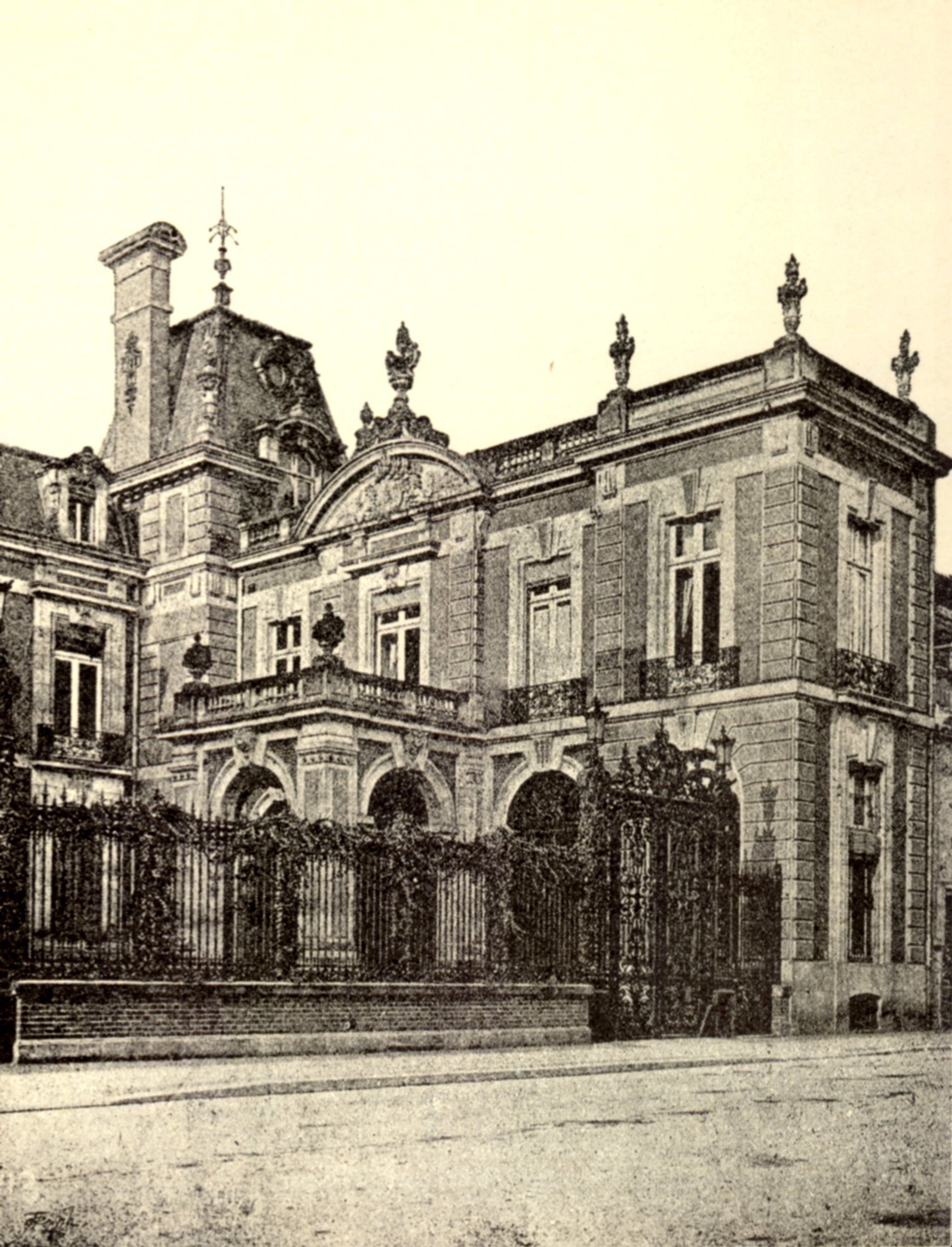
Palais Pless w Berlinie

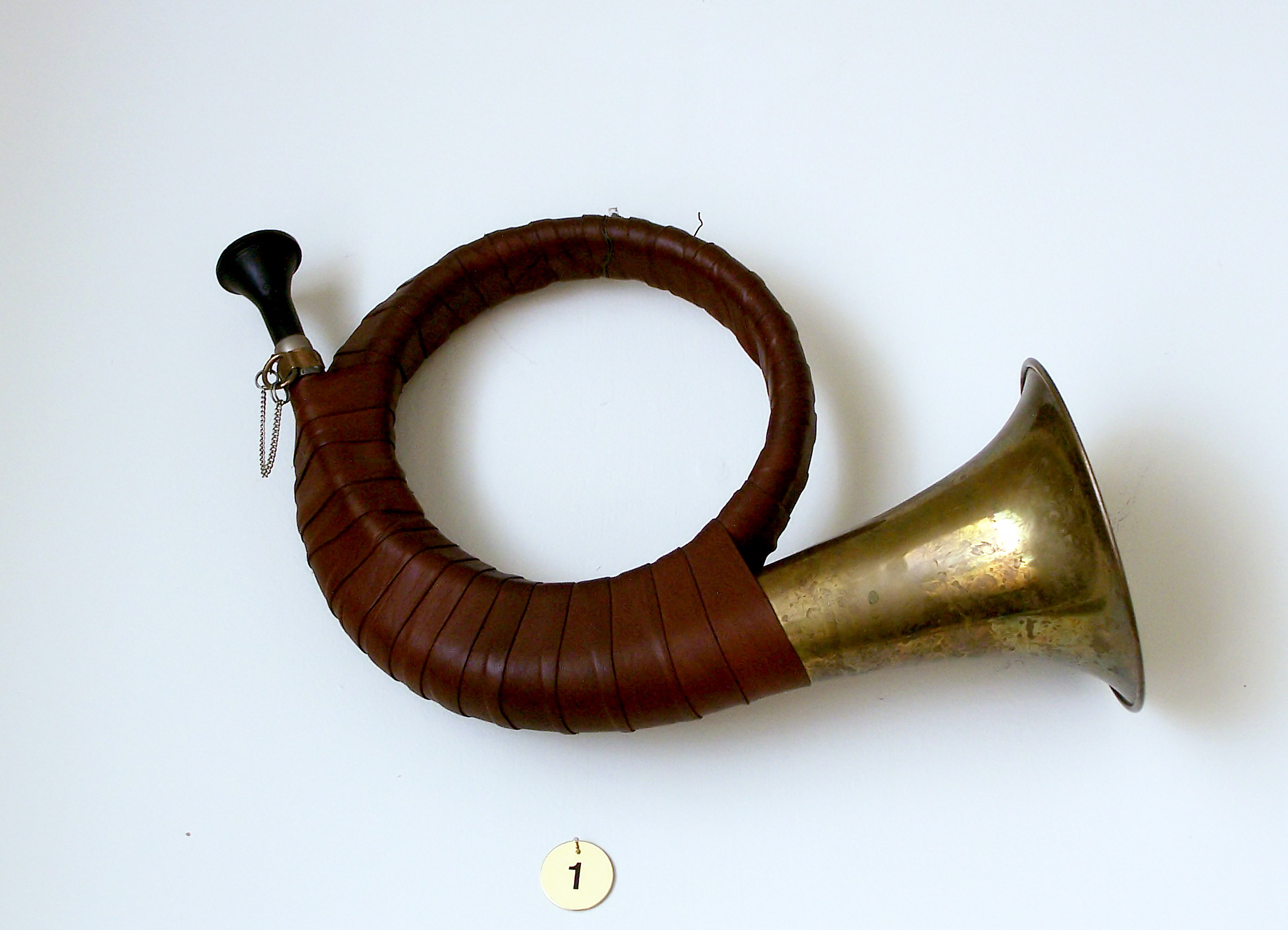
Plessówka – róg myśliwski

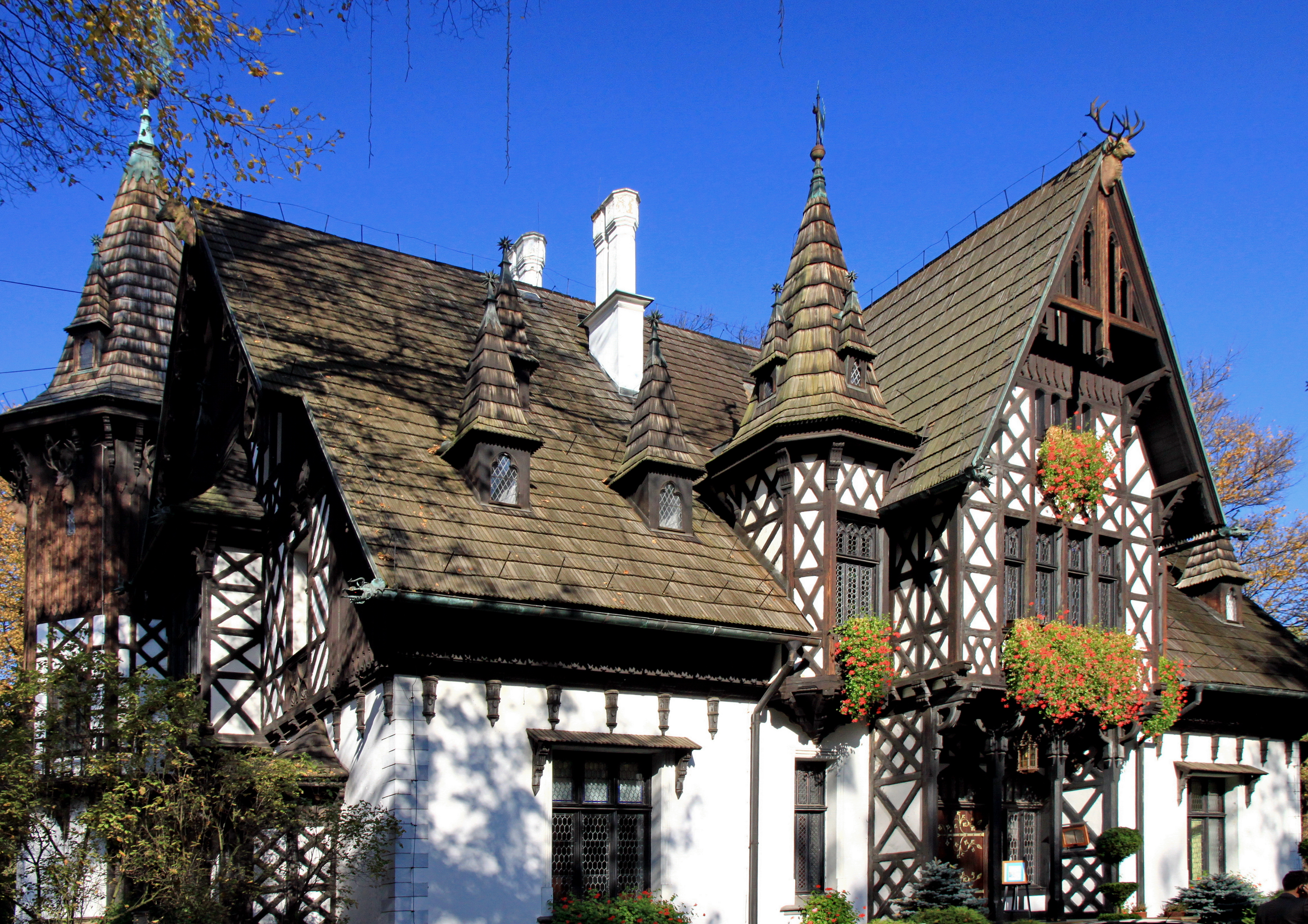
Pałac myśliwski w Promnicach

Po przejęciu władzy zaczął modernizować i rozwijać górnictwo węgla kamiennego w księstwie pszczyńskim i w okolicy Wałbrzycha. Inwestował w szlaki kolejowe i hutnictwo, które w związku z kryzysem gospodarczym w latach 70. i 80. XIX wieku mocno podupadło. Rozwijając przemysł i górnictwo sprowadził z Niemiec liczną grupę fachowców. Górników pracujących w kopalniach będących jego własnością, objął opiekę zdrowotną i socjalną; w Murckach powstała kolonia domów dla pracowników. Z inicjatywy księcia Hochberga powstał nieistniejący już dzisiaj szpital zakonu joannitów w Pszczynie, a także stojący do dzisiaj budynek gimnazjum, funkcjonujący obecnie jako liceum im. Bolesława Chrobrego.
Dla wałbrzyskich górników wybudował osiedle mieszkaniowe „Matylda”, które istnieje do dziś. W Wałbrzychu wybudowano dom towarowy, gdzie pracownicy księcia mogli kupować luksusowe towary po atrakcyjnych cenach. W dzielnicy Wałbrzycha Podgórzu z inicjatywy księcia w 1891 utworzono szkołę kucharską (niem. Kochschule) dla córek robotników, zatrudnionych w kopalniach książęcych. Wspierał finansowo budowę kościoła katolickiego pod wezwaniem Świętych Aniołów Stróżów oraz gmachu szkoły ewangelickiej w Wałbrzychu. Modernizował i rozwijał leśnictwo i rolnictwo, wzorując się na trendach zachodnich wprowadził nawozy sztuczne i mechanizację.
W księstwie pszczyńskim funkcjonowały 24 folwarki, między innymi na Regielowcu k. Mikołowa, które zostały zelektryfikowane. Kosztem wielu milionów marek przeprowadził w końcu XIX w. regulację Pszczynki, Gostynki i Wisły oraz osuszenie torfowiska koło Kryr. Rozbudował tyski browar, który pod koniec XIX wieku stał się największym browarem na Śląsku. W tym celu sprowadził z Niemiec jednego z najlepszych piwowarów ówczesnej Europy Juliusa Millera. Założył fabrykę celulozy w Czułowie. W czasie zarządzania znacznie powiększył powierzchnię swych posiadłości dokupując kolejne wioski i miejscowości. Za jego panowania ostatecznie zlikwidowana została pańszczyzna. W Pszczynie-Sznelowcu i Książu założył słynne na całą Europę stadniny koni. W 1865 za sprawą umowy z carem Aleksandrem II sprowadził na Górny Śląsk żubry, byka i trzy krowy. Zwierzęta umieszczono w specjalnie przygotowanym w 1893 leśnym zwierzyńcu obejmującym obszar prawie 11 tys. ha. W okolice Książa sprowadził z Tyrolu muflony.
Przy Wilhelmstraße – jednej z reprezentacyjnych ulic Berlina – pod nr 78, w sąsiedztwie tzw. Pałacu Radziwiłłowskiego (Wilhelmstraße 77) nalężącego wówczas do Bismarcka, wybudował imponujący pałac, zwany Palais Pless. W Pszczynie założył najbardziej elitarną ewangelicką szkołę na Górnym Śląsku zwaną „Hochberganium”. Zainicjował też badania i publikacje historyczne na temat ziemi pszczyńskiej i jej władców, historię Hochbergów spisał na jego polecenie pastor Karl Weigelt. Jan Henryk XI okazał się też dobrym gospodarzem. W swoich dobrach wspierał organizacje socjalne, parafie (niezależnie od wyznania), szkoły. Dla urzędników i robotników zatrudnionych w jego dobrach wprowadził zabezpieczenia socjalne jak kasy: emerytalna, chorobowa, pogrzebowa, wdowia. Dla górników oraz ich najbliższych rodzin stworzył pakiet świadczeń socjalnych. Przysługiwały im bezpłatne leczenie i lekarstwa, zasiłek chorobowy, pogrzebowy, dożywotnia renta inwalidzka, także dla wdów, zapomogi dla sierot do 15. roku życia oraz zasiłki w wyjątkowych sytuacjach. Pionierskie wprowadzenie przez księcia w tamtym czasie systemu świadczeń emerytalnych było rewolucyjnym przedsięwzięciem. W 1904 roku Jan Henryk XI został zaproszony do Saint Louis w celu wygłoszenia referatu na ten temat w trakcie trwania Wystawy światowej. Wzorując się na pomysłach Hochberga, Bismarck wprowadził podobne rozwiązania do ustawodawstwa socjalnego w całych Niemczech. Miał też zasługi w rozwoju książańskiej biblioteki, która uchodziła za drugą co do wielkości bibliotekę prywatną na Śląsku.
Jako wysoko utytułowany właściciel dóbr książańskich i pszczyńskich zasłużył się na polu muzyki myśliwskiej. Jako wielki popularyzator i sympatyk muzyki myśliwskiej szczególnie upodobał sobie mały róg myśliwski, w którym wprowadził szereg zmian. Od 1880 roku nosi on nazwę rogu pszczyńskiego lub „plessówki”, a jego udoskonalona wersja stała się instrumentem koncertowym. W 1861 roku w miejscowości Kobiór nad Jeziorem Paprocańskim wybudował pałacyk myśliwski w Promnicach, który z niewyjaśnionych przyczyn spalił się, a rok później został odbudowany. Uznawany jest za najwybitniejszą postać z rodziny Hochberg.